# Мацусіта Коносуке
Коносуке Мацушіта  (яп. 松下 幸之助 Мацусіта Ко:носуке, 27 листопада 1894 — 27 квітня 1989)  — японський бізнесмен, засновник Matsushita Electric, відомої своєю побутовою електронікою під брендами Panasonic, Technics, National.

## Родина
Коносуке Мацушіта народився в селі Васамура, яка тепер є частиною міста Вакаяма (Японія).
Його батько був дрібним землевласником і видним членом місцевої громади.
Коносуке — наймолодша дитина в сім'ї, до того часу в нього вже було п'ять сестер і троє братів.
Коли Коносуке було 4 роки, його сім'я розорилася і була змушена переїхати з ферми в маленький будинок у місті.
Щоб допомогти підтримати сім'ю, Коносуке, коли йому було дев'ять років, відправили працювати підмайстром в магазин що продавав жаровні, в Осаку. Менше ніж через рік магазин збанкрутував.
У ранньому віці з життя пішли його мати і кілька братів і сестер. Надалі він залишився єдиною дитиною в сім'ї.

## Початок підприємництва
Коносуке знайшов новий підробіток в магазині, що торгував велосипедами. Велосипеди у той час були предметом розкоші, їх ввозили в країну з Великої Британії.
У 1909 р. на вулицях Осаки почали з'являтися трамваї. У 1910 році Мацусіта почав працювати в компанії Osaka Light і пропрацював 7 років. Починав він із зарплати в одну зміну в місяць і з підсобної роботи помічника електромонтера. Надалі – брав участь у переобладнанні театрів в кінотеатри, а також оснащував проводкою будинки багатих бізнесменів.
Коносуке намагався зацікавити свого роботодавця покращеною електричною вилкою, над якою він трудився у вільний час. Але його старання виявилися марними. Тоді, згадавши пораду батька про перевагу підприємництва, він вирішує розпочати власну справу. На момент звільнення з компанії йому було двадцять два роки.

## Народження Matsushita Electric
15 червня 1917 року Коносуке засновує власну компанію з початковим капіталом не більш як 100 єн. Проте його мало лякали мізерні ресурси. Він, дружина, два найманих працівника та його шурин працювали в одній орендованій квартирці над виробництвом штепсельних вилок. Продажі вилок були низькі, і під кінець 1917 року маленька компанія стояла на межі розорення.
Врятував компанію несподіване велике замовлення на 1000 ізоляційних плат для електровентиляторів. Тепер, коли бізнес почав зростати, Коносуке орендував двоповерховий будинок, і це було початком виробництва електричних пристроїв компанії Matsushita Electric.
Компанія почала виробництво інноваційних на той час електричних перехідників. Продукція була дуже популярна і заслужила гарну репутацію якісного товару за невисокою ціною.
У 1923 році Коносуке визнав величезний потенціал ринку за велосипедними лампами. У той час лампи вже існували, але працювали не більше 3 годин і були ненадійні. Вирішивши подолати ці недоліки, Коносуке спроектував велосипедну лампу у формі кулі, яка працювала без підзарядки до 40 годин. Спочатку ринок був скептично налаштований до товару, і мало хто вірив у подібні можливості, але потім лампи стали дуже популярні. Далі пішов випуск настільних ламп, які можна було використовувати замість керосинок. Так з'явився перший бренд компанії — National.

## Соціальна роль бізнесу
У 1932 році Коносуке сформулював місію компанії, яка згодом привела до зростання такого бренду, як Panasonic. Коментуючи майбутнє компанії, він сказав: «Наш бізнес — це те, що доручено нам суспільством. Тому ми зобов'язані направляти і розвивати компанію так, щоб допомагати розвиватися суспільству і сприяти поліпшенню життя людей».
«Бізнес — це люди» — було одним з улюблених висловів Коносуке. Він довго вірив у розвиток здібностей його службовців і у 1934 році відкрив Інститут для навчання службовців на фабриці Кедома.
“Споживач – король, а ми – його вірні піддані, і наше завдання полягає в тому, щоб поважливо та з якомога більшими для короля зручностями допомоги йому зробити вибір”

## Військові роки і післявоєнний підйом
Внаслідок війни між Японією і Китаєм, а згодом і другої світової війни, на компанію було вчинено тиск з боку держави з метою виробництва товарів для військових потреб. За час доконаних воєн Matsushita Electric Industrial втратила 32 фабрики і офіси, головним чином в Токіо і Осаці. На щастя, головний офіс і основна фабрика були врятовані, але компанія понесла серйозні втрати і відновлювалася фактично на порожньому місці. Сам Коносуке зміг уникнути переслідувань як військовий злочинець завдяки петиції, підписаної більш ніж 15 тисячами працівників.
Післявоєнне суспільство Японії було розорене інфляцією, нестачею продовольства і нечесною практикою ділових відносин. Щоб звернутися до фундаментальних питань щодо людських умов існування, у 1946 р. Коносуке заснував рух «За мир і щастя через процвітання» (Інститут PHP).

## Крок компанії на Захід
В його щорічному посланні щодо політики управління у 1951 році Коносуке оголосив, що для компанії настав час посісти вагоме місце у міжнародному економічному співтоваристві. Коносуке відвідав США, щоб особисто побачити рівень американської промисловості, і помітив величезну прірву між процвітаючої Америкою і збіднілою після воєн Японією.
Він зрозумів, що, для того щоб конкурувати із Заходом, його компанія потребувала краще знання електроніки і більш спеціалізований підхід до розробки нової продукції.
Наступним кроком у розвитку Matsushita Electric Industrial стала співпраця з концерном Philips, в рамках якого виробництво теле- і радіоапаратури вийшло на якісно новий рівень. Через деякий час успішної роботи з'явився новий бренд Matsushita Electric Industrial — Panasonic.

## Відставка
На щорічній зустрічі, присвяченій політиці управління, в 1961 році, Коносуке виголосив промову, повідомляючи, що компанія досягла високих цілей, які ставила перед собою, і тепер входить в нову фазу зростання. Після завершення своєї промови він повідомив про свою відставку, і що як і раніше буде підтримувати компанію, але вже з-за сцени, як голова.

## Світове визнання
У 1963 році Коносуке з'явився на NHK, громадському телевізійному каналі Японії, розмовляв з прем'єр-міністром Японії Хаято Ікедою. Коносуке захищав духовну освіту та інші засоби розвитку людських ресурсів, які, як він заявив, були життєво важливі для національного майбутнього країни.
Оскільки успіх Matsushita Electric став поширюватися за кордон, Мацуситу стали визнавати як одного з великих підприємців світу. Численні іноземні представники, такі як Роберт Кеннеді, Індіра Ганді, Тіто, приїжджали в Японію, щоб здійснити екскурсію по його компанії.
Іноземні ЗМІ незабаром звернули свою увагу на Panasonic і його засновника. В лютому 1962 року на обкладинці журналу TIME з'явився сам Коносуке Мацусіта.
Крім того, у вересні 1964 про Мацусіту написав журнал Life: його називали «головний промисловець», «найбагатша людина», «філософ», «видавець журналу» і «найбільш продаваний автор».
Восени 1963 Коносуке брав участь на 13-й Міжнародній конференції управління, що спонсорується Радою з міжнародної організації і науки в Нью-Йорку. В його презентації розповідалося про філософію управління, був зроблений акцент на поняттях управління, справедливому змаганні, співіснуванні і взаємного процвітання. Промова отримала теплий відгук відвідувачів.
Коносуке вважав, що в XXI столітті Японія та інші азійські країни будуть проводити більшу частину товарів у світі, і він з ентузіазмом просував нові політичні і економічні ідеї, такі як неоподатковуване податком держава та інші управлінські системи, які підготують Японію до майбутнього.
Коносуке Мацусіта помер 27 квітня 1989 року у віці 94 років.

## Українські переклади
Настанови Мацушіти / Джон П. Коттер; переклад Г. Літвиненко, С. Білай. — Харків: Фабула, 2018. — 320 с.

Шлях /  Коносоке Мацушіта ; пер. з англ. П. Мигаля. — Львів : Видавництво Старого Лева, 2019. —  280 с. — ISBN 978-617-679-612-1.
Книжка «Шлях» — це короткі та натхненні історії про філософське сприйняття світу. Життєві принципи та досвід Мацушіта вчать японців, а тепер і нас, «битися на мечах», мріяти та не боятися перешкод, бо найцінніше, що маємо — це час і власний, неповторний шлях, що називаємо життям.